# 石屋家園
22°19′59″N 114°11′13″E / 22.33306°N 114.18694°E

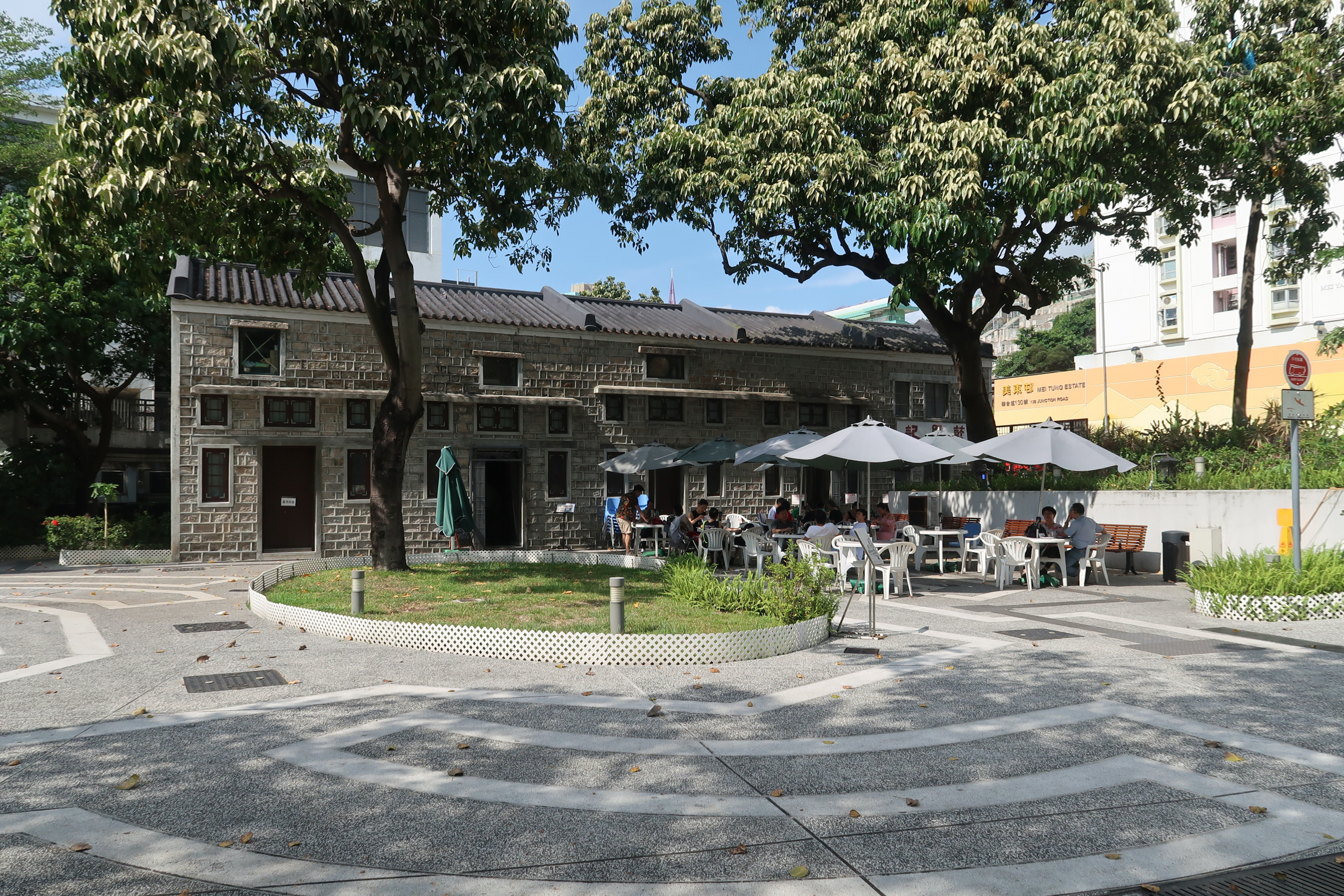
活化後的石屋家園

何家園石屋，又稱九龍城石屋或聯合道石屋，官方名稱為侯王廟新村31至35號舊民居，是香港一座三級歷史建築，位於九龍九龍城聯合道前侯王廟新村寮屋區內，九龍城侯王廟對面；鄰近香港兆基創意書院。

## 歷史

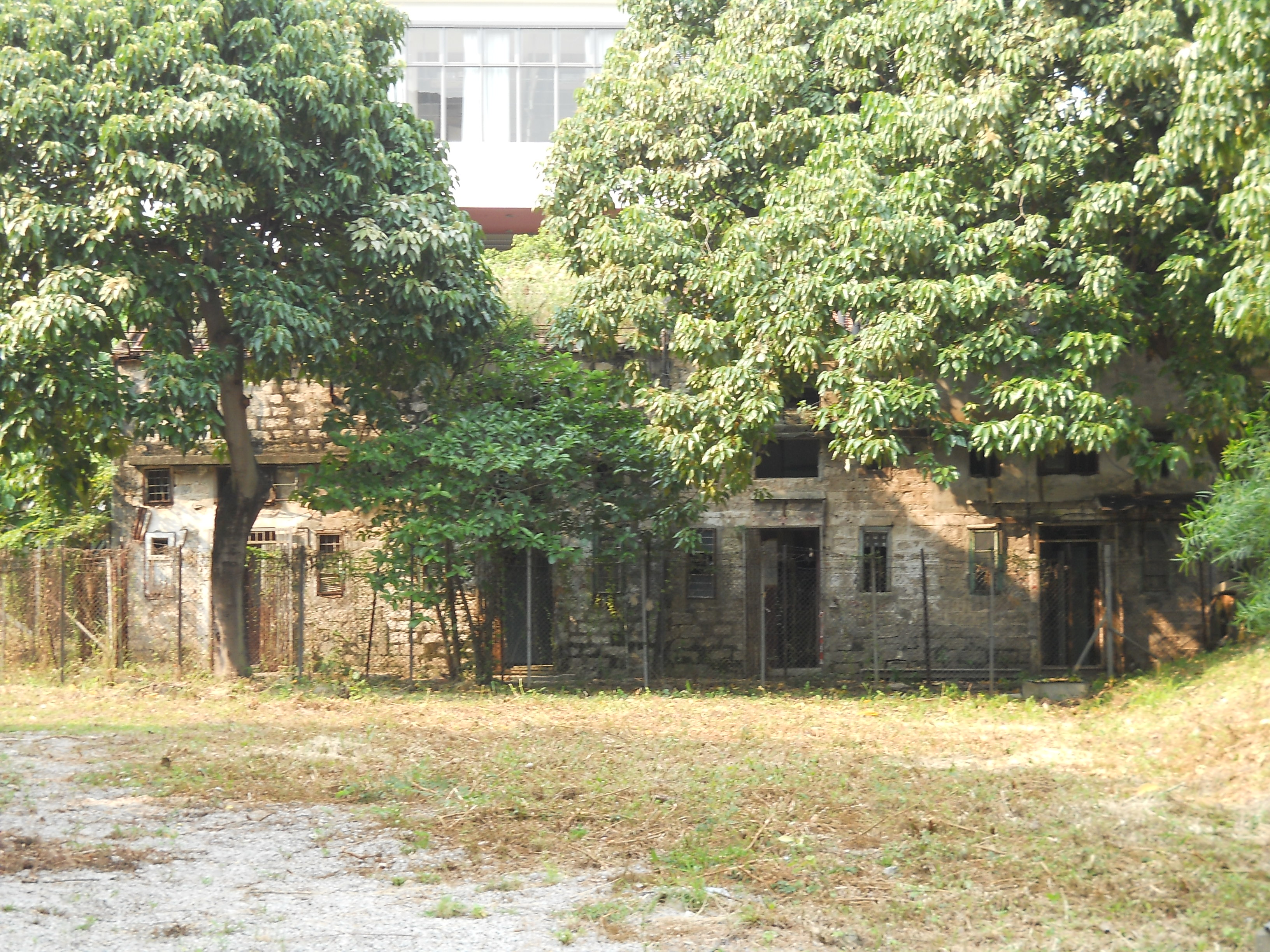
復修前的何家園石屋

約於1880至1890年代，何氏家族於現址土地上興建了一幢樓高兩層連果園和花園的半歐陸式華麗大宅，名為「何家園」。1940年代初香港日治時期，當時日軍拆卸多條九龍城的鄉村以擴建啟德機場，因而在聯合道一帶上興建平房安置無家可歸的村民，日軍先將殘破的何家園大宅拆毀，並在其地基上興建了包括現時石屋的兩層高中式平房，並改名為「侯王新村」，其後又改名為「侯王廟新村」。戰後大量難民湧入香港，平房區淪為寮屋區，稱為侯王廟新村、荔枝園和何家園。
寮屋區內開設多間片場，據稱石屋曾作為附近的友僑片場之貨倉，後租予「藍恩記山墳墓碑工程」等公司為墓碑廠工場。包括侯王廟新村在內的寮屋區於2001年清拆，石屋成為村內僅存的建築物。

## 建築
石屋是一幢由5個單位組成的中國式村屋，以花崗岩及混凝土建成，並有金字形由板瓦和筒瓦砌成的屋頂、木梯及鐵窗框，廚房和廁所建於屋後方，反映當時的建築特色。

## 活化

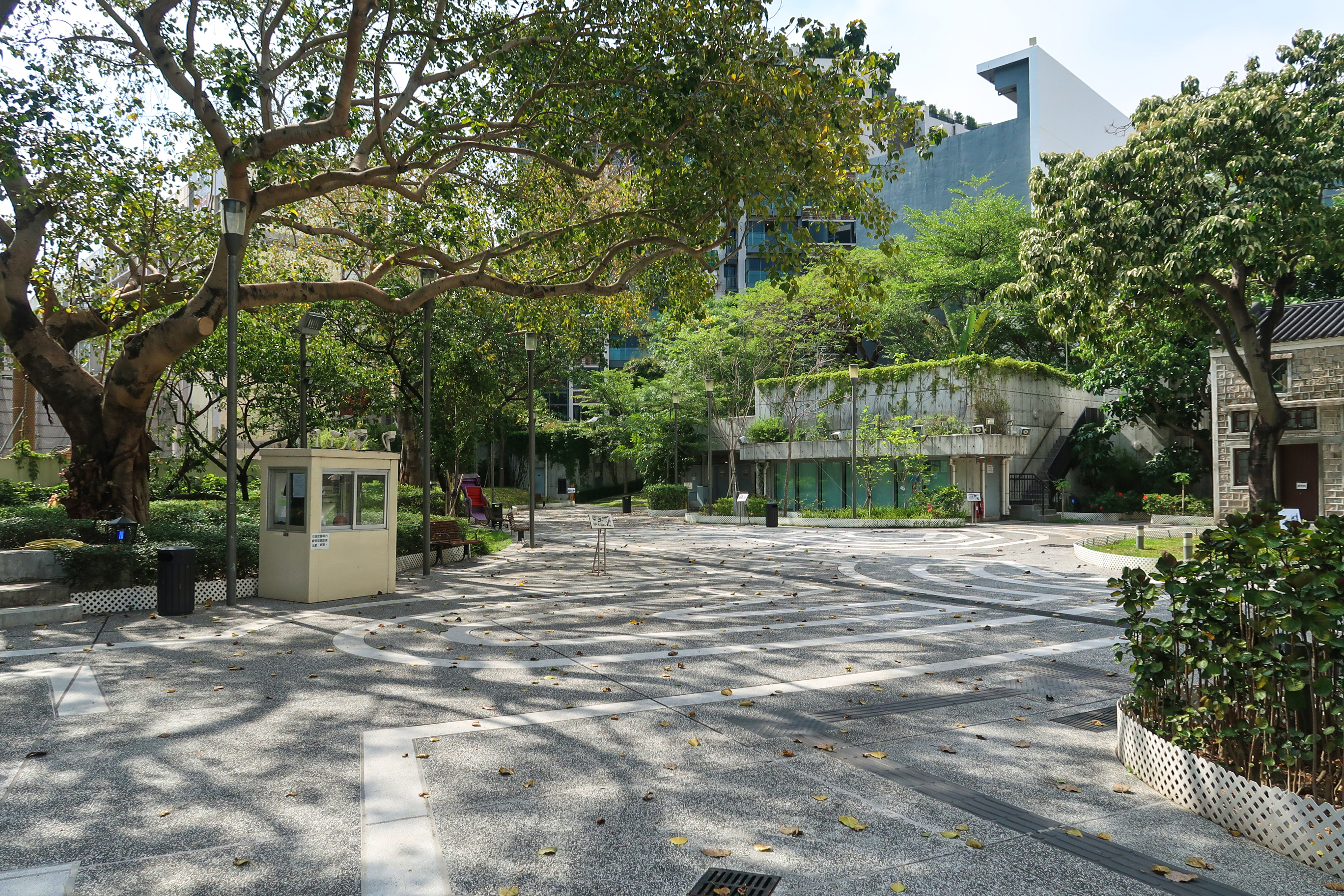
石屋家園對出的廣場

2010年，香港政府發展局推行「活化歷史建築伙伴計劃」第二期，並由五旬節聖潔會永光堂屬下非牟利機構永光鄰舍關懷服務隊有限公司成功投得石屋進行活化，獲政府3,900萬元資助復修，以社會企業方式營運。石屋已於2015年10月9日開幕，活化致力保存石屋的建築特色，包括木建築的結構、石砌以及部分用磚塊建成的牆壁、金字形屋頂、設於門上的木鎖和石插孔等，以反映香港於二次大戰期間的建築特色。32號單位改作文物探知中心作教學用途；另一個單位變成「懷舊冰室」，提供60個室內座位及露天座位；最接近聯合道的31號石屋，曾是「藍恩記」山墳墓碑廠，改作辦公室及資訊中心；石屋家園屋外以「明陣」的概念構成地面設計，其圖案以1964年同一地點的鳥瞰照片作為設計藍本。石屋旁邊增建一座新建築物，設置一間多功能活動室和洗手間設施。

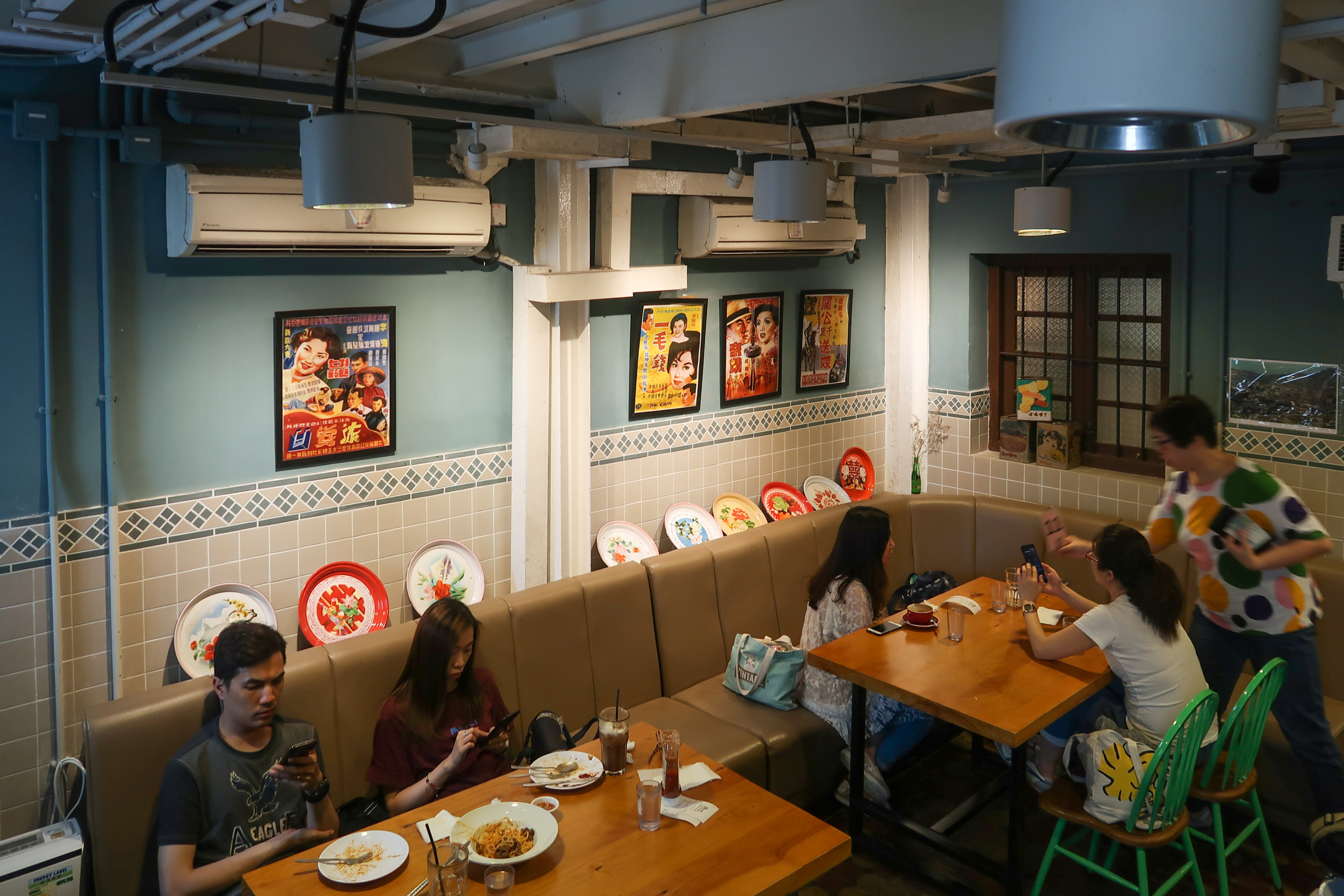
懷舊冰室
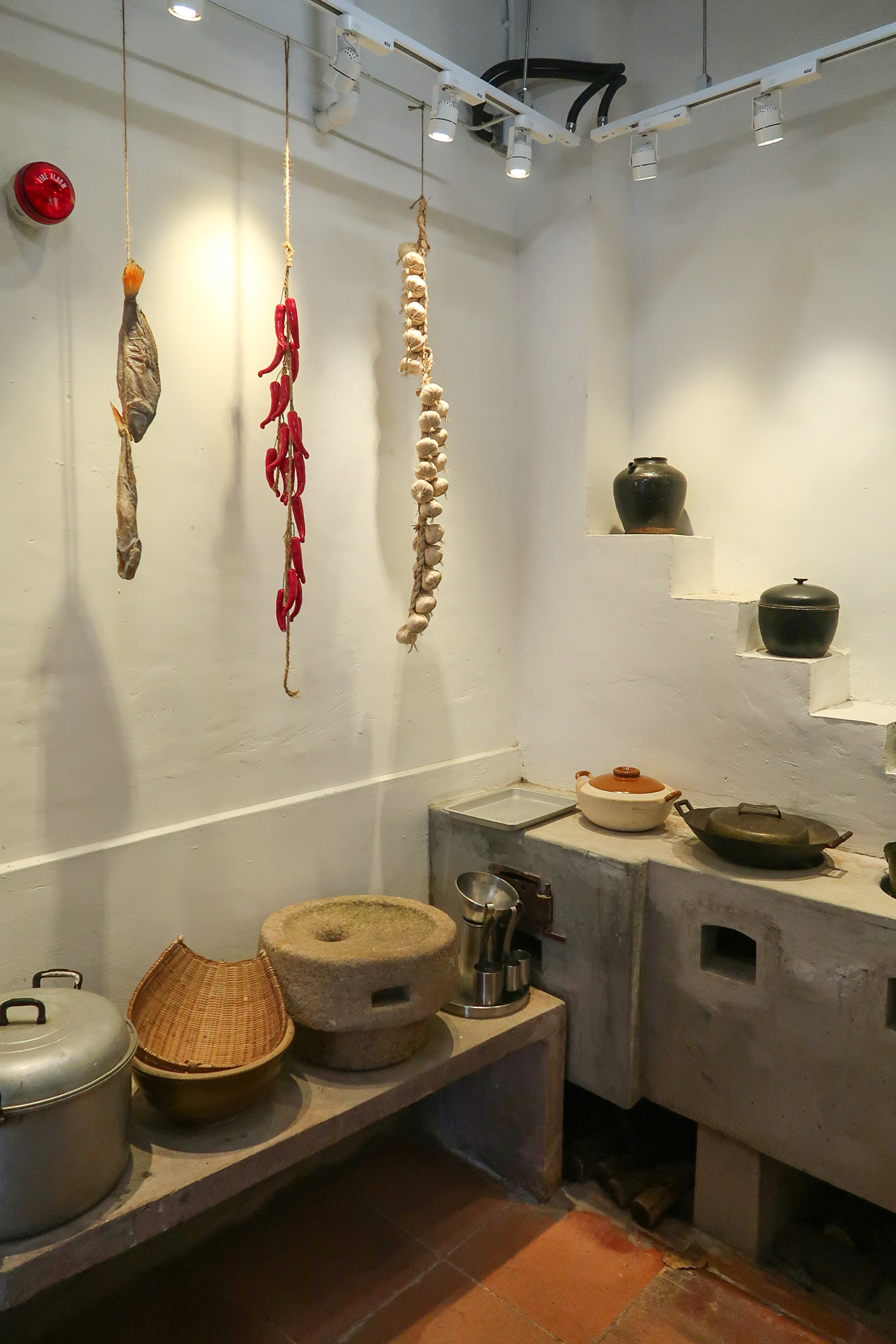
文物探知中心地下廚房
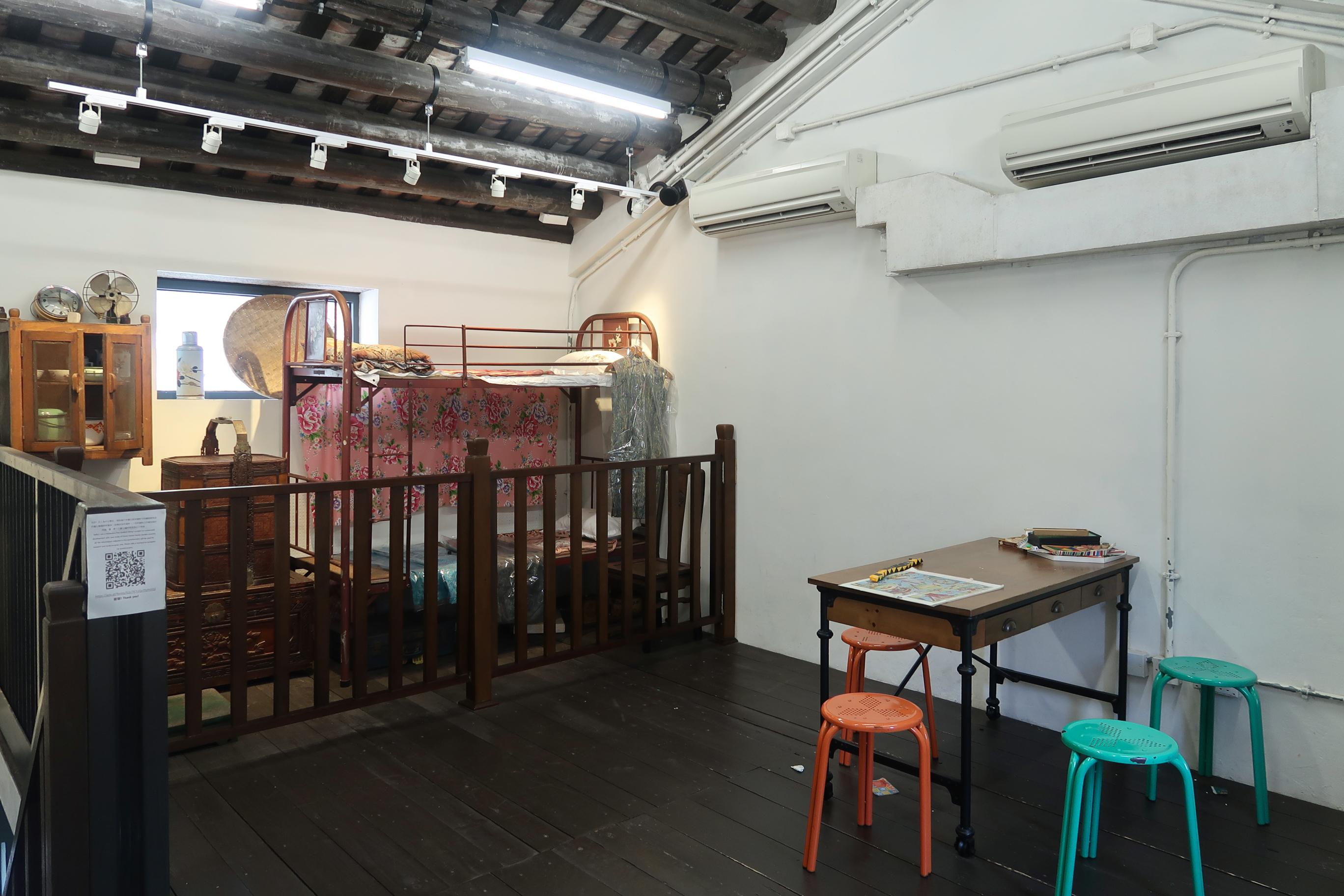
文物探知中心上層
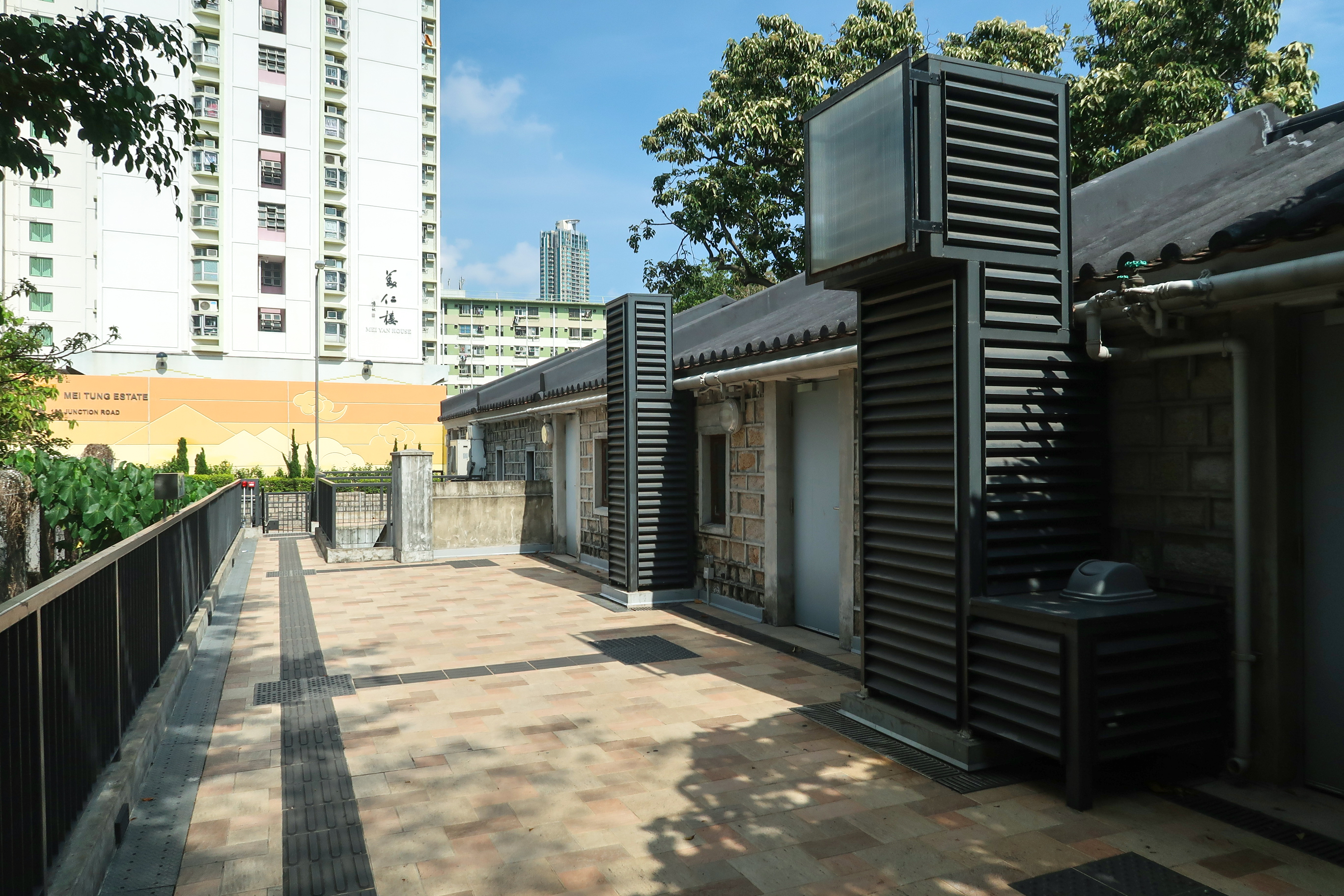
文物探知中心上層通道

## 外部連結
- 石屋家園官網 （页面存档备份，存于）
- 【回望歷史】走進四十年代的香港家庭 石屋家園︱kennechu.info （页面存档备份，存于）